# Groenlandaspis
 (octobre 2018).
Si vous disposez d'ouvrages ou d'articles de référence ou si vous connaissez des sites web de qualité traitant du thème abordé ici, merci de compléter l'article en donnant les références utiles à sa vérifiabilité et en les liant à la section « Notes et références ».
 (décembre 2017).
Genre
Synonymes
- † Barrydalaspis Chaloner et al., 1980[1]

Groenlandaspis est un genre éteint de placodermes arthrodires du Dévonien supérieur. 

## Description
Les fossiles des différentes espèces se trouvent dans les strates du Dévonien supérieur sur tous les continents sauf en Asie orientale. 
Le nom générique commémore le fait que les premiers spécimens de l'espèce type Groenlandaspis mirabilis ont été trouvés au Groenland.
Comme tous les autres arthrodires, Groenlandaspis avait une articulation à l'arrière de sa tête avec son armure thoracique , permettant à sa tête d'être rejetée en arrière, augmentant l'ouverture de sa gueule.
Cependant, comme sa tête est quelque peu comprimée par rapport à beaucoup d'autres arthrodires, et que le côté dorsal forme un pic pyramidal, on pense que Groenlandaspis ne pouvait cependant pas projeter sa tête trop en arrière. 
C'était un petit poisson relativement petit, de seulement 7,5 centimètresde longueur, et vivait sur le fond de l'océan, où l'on pense qu'il se nourrissait soit de très petites proies, soit de détritus ; les petites plaques dentaires dans sa bouche suggèrent fortement qu'il était incapable d'attaquer de grandes proies.

## Liste d'espèces
Selon BioLib (28 décembre 2017) :
- Groenlandaspis disjectus (Woodward, 1891) †
- Groenlandaspis mirabilis Heintz, 1932 †
- Groenlandaspis potyi Olive & al., 2015 †